# Спутник Юпитера
«Спу́тник Юпи́тера» (венг. Jupiter holdja) — венгерская фантастическая драма 2017 года, снятая режиссером Корнелем Мундруцо. Фильм был отобран для участия в основной конкурсной программе 70-го Каннского международного кинофестиваля (2017) в борьбе за Золотую пальмовую ветвь.

## Сюжет
Ариан Дашни из Хомса (Сирия) и его отец входят в группу нелегальных мигрантов, пытающихся переправиться из Сербии в Венгрию на лодке. Во время пересечения границы беженцев обнаруживают пограничники, в суматохе Ариан и его отец остаются без документов и теряют друг друга из вида. В Ариана несколько раз стреляет полицейский Ласло, но вместо того, чтобы умереть, юноша таинственным образом обретает способность к левитации . Когда Ариан падает обратно на землю, его задерживают и доставляют в ближайший лагерь беженцев.
Габор Штерн — врач, работающий в медпункте лагеря беженцев. Раньше он работал в обычной больнице, но однажды ночью, будучи пьяным, совершил ошибку во время операции, в результате которой скончался молодой перспективный спортсмен. Габор потерял работу в больнице, а семья погибшего подала на него в суд. Теперь он пытается заработать достаточную сумму денег, чтобы откупиться от семьи жертвы и убедить их отозвать иск. Для этого он продаёт беженцам направления к врачам, которые позволяют им из лагеря попасть в больницу в Будапеште, откуда они могут бежать на волю. В этой схеме задействована врач в больнице, подруга Габора Вера.
Габор продает одно из направлений беженцу, который был в группе Ариана и выдал себя за отца Ариана, используя документы, которые он украл у Дашни во время хаотичного пересечения границы. Выясняется, что отец Ариана — один из многих беженцев, утонувших в реке при переходе границы. Когда Габор приходит в палату и пытается осмотреть Ариана, получившего несколько огнестрельных ранений, тот снова воспаряет в воздух. Потрясенный Габор помогает Ариану бежать из лагеря и делает ему предложение: Габор привезет Ариана в Будапешт, где будет играть роль духовного целителя, а Ариана выступит в качестве помощника и будет демонстрировать свой талант, чтобы произвести впечатление на своих пациентов/жертв. Заработанные деньги они будут делить между собой, и когда заработают достаточно, Габор поможет Ариану найти его отца.
Первые сеансы исцеления проходят успешно, и они зарабатывают много денег. Но Ласло, который также знает о способностях Ариана, внимательно следит за ними с помощью полиции. Несколько раз им удается скрыться от полиции с помощью Веры.
Ариан отправляется в нелегальный лагерь беженцев на будапештском вокзале Келети, где отец велел ему встретиться на случай, если их разлучат, и видит беженца, укравшего их документы. Этот беженец — участник террористической группировки, планирующей совершить взрыв в будапештском метро. Пока Ариан следует за террористом, Габор отстает от него. Ариан и террорист входят в вагон метро, и через несколько секунд бомба, которая находилась в сумке у смертника, взрывается, убивая десятки людей. Ариан не получает серьезных ранений. Он выходит из метро и взлетает на крышу соседнего жилого дома, за ним наблюдает потрясенная женщина.
Думая, что Ариан погиб при взрыве, и увидев в морге труп отца Ариана, Габор испытывает глубокие угрызения совести за то, что эксплуатировал Ариана ради своих корыстных интересов. Он идет к семье юноши, погибшего в результате его врачебной халатности, и даёт им свои деньги в качестве взятки. Когда они отказываются от денег, он искренне просит прощения за допущенную ошибку и уходит.
Вернувшись на место поминовения жертв теракта в метро, он подслушивает монолог женщины, которая молится за «ангела, взлетевшего на небо». Габор догадывается, что Ариан залетел на крышу здания, и находит его там. Габор сообщает ему, что его отец погиб, они обнимаются. Габор приводит Ариана в больницу, чтобы обработать его раны, и снова просит Веру о помощи. Но поскольку террорист использовал документы Дашни, все теперь считают Ариана одним из террористов. Вера звонит в полицию. Габору и Ариану удается скрыться после погони на машине, и Ариан снова использует свои способности.
Они укрываются в гостинице. Габор обращается за помощью к коллеге, но тот его предает и сдаёт Ласло. Он сообщает полиции, где можно найти Ариана, и его привозят в гостиницу. Зайдя в лифт отеля, Габор пытается бежать, но его сбивает с ног Ласло, и он в одиночку продолжает путь к номеру Ариана. Ласло задерживает Ариана и спускает его в холл гостиницы, но Габору удается одолеть полицейского и отобрать у него пистолет, взяв его в заложники. Это позволяет Ариану уйти от Ласло, но Габор получает пулевое ранение. В лифте с помощью сигареты они включают пожарную сигнализацию, и Габор говорит Ариану добраться до пожарной лестницы и улететь. Когда Ласло загоняет Ариана в угол в коридоре отеля, Габор появляется как раз вовремя, чтобы пригрозить Ласло пистолетом и дать Ариану время выпрыгнуть в окно.
Габор погибает, а Ласло подбегает к окну, чтобы выстрелить в Ариана, но, замешкавшись, опускает оружие. В финале сотни людей с изумлением смотрят на небо, где парит Ариан.

## В ролях
| Актёр            | Роль         |
| ---------------- | ------------ |
| Мераб Нинидзе    | доктор Штерн |
| Дьёрдь Черхальми | Ласло        |
| Моника Бальшаи   | Вера         |
| Жомбор Егер      | Ариан Дашни  |
| Петер Хауман     | Зентаи       |

## Критика
На агрегаторе рецензий Rotten Tomatoes рейтинг одобрения составляет 50% на основе 42 обзоров и средний рейтинг 5,5 из 10.